# William Yates Atkinson

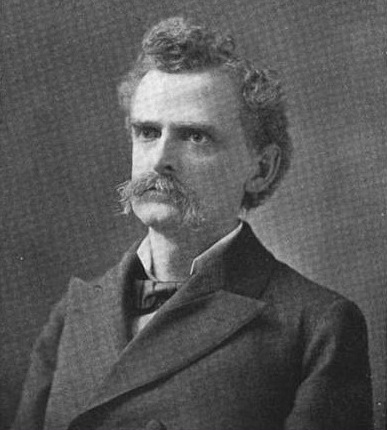
William Yates Atkinson

William Yates Atkinson (* 11. November 1854 in Oakland, Georgia; † 8. August 1899) war ein US-amerikanischer Politiker und von 1894 bis 1898 Gouverneur des Bundesstaates Georgia.

## Frühe Jahre und politischer Aufstieg
William Atkinson entstammte einer in Oakland im Meriwether County ansässigen Pflanzerfamilie. In seiner Jugend erlebte er die Turbulenzen des Bürgerkrieges. Nach dem Krieg studierte er an der University of Georgia Jura. Nach der Zulassung als Anwalt begann er 1877 in Newnan zu praktizieren. 1879 ernannte ihn Gouverneur Alfred H. Colquitt zum Anwalt am Bezirksgericht im Coweta County. Sein politischer Aufstieg begann 1886, als er in das Repräsentantenhaus von Georgia gewählt wurde. Dort war er unter anderem auch Mitglied des Finanz-, Rechts- und Eisenbahnausschusses. Er trat für notwendige Reformen vor allem im Bildungssektor ein. Aufgrund seiner Fähigkeiten stieg er auch innerhalb seiner Demokratischen Partei schnell auf. 1890 war er erfolgreicher Wahlkampfmanager von William J. Northen, dem demokratischen Kandidaten für das Amt des Gouverneurs von Georgia. Er wurde Präsident des lokalen Demokratischen Parteitags und schließlich Vorstandsvorsitzender der Demokraten in Georgia. 1892 wurde er als Nachfolger von Clark Howell Speaker des Abgeordnetenhauses.

## Gouverneur von Georgia
1894 kandidierte er selbst für das Amt des Gouverneurs. Auf dem Weg zu seinem Wahlsieg musste er innerparteilich seinen Rivalen Clement Anselm Evans, einen früheren General der Konföderation, aus dem Feld schlagen. Bei der eigentlichen Wahl war James K. Hines von der Populist Party ein ernster Gegner. Schließlich gewann Atkinson nach einem harten Wahlkampf. Seine Wiederwahl zwei Jahre später gegen den populistischen Kandidaten Seaborn Wright war dann problemlos und bedeutete gleichzeitig das politische Aus für die Populist Party in Georgia. Atkinson war ein hart arbeitender Gouverneur mit visionären Reformplänen. Er musste sich aber mit einer konservativen Opposition auseinandersetzen, die die alten Strukturen vehement verteidigte. Atkinson sprach sich mehrfach gegen Lynchmorde aus und brachte Gesetze gegen Gewalttätigkeiten auf den Weg, in denen die Macht der Behörden gestärkt wurde. Er setzte sich auch für die Belange der Afroamerikaner ein, förderte ihre Schulbildung und versuchte ihre Bürgerrechte zu stärken. 1896 begnadigte er den unschuldig zum Tode verurteilten Adolphus Duncan. Seine Gegner warfen ihm daraufhin vor, er wolle nur schwarze Wählerstimmen gewinnen. Bemerkenswert ist auch, dass er die erste Frau in den Staatsdienst aufnahm. Gleichzeitig versuchte er Investoren nach Georgia zu locken und die Staatsverschuldung zu reduzieren. Obwohl er aufgrund der starken Widerstände nicht alle Ziele erreichte, leitete seine Amtszeit einen langsamen Umschwung ein. Die Anhänger des alten Systems vor und während der Konföderation verloren langsam an Einfluss.
Nach ihm ist das Atkinson County in Georgia benannt.

## Familie und Tod
Atkinson war seit 1880 mit Susan Cobb Milton verheiratet. Das Paar hatte sechs Kinder, darunter William Yates Atkinson, Jr., der Richter am Obersten Gerichtshof von Georgia werden sollte.
Nach dem Ablauf seiner zweiten Amtszeit 1898 kehrte Atkinson nach Newnan zurück, um wieder als Anwalt tätig zu werden. Als er sich im Mai 1899 dienstlich in Florida aufhielt, erkrankte er an der Ruhr. Dieser Krankheit erlag er im August 1899.